# Jasmin Kähärä
Jasmin Kähärä (ur. 4 maja 2000 w Mikkeli) – fińska biegaczka narciarska, mistrzyni świata młodzieżowców.

## Kariera
Po raz pierwszy na arenie międzynarodowej pojawiła się 20 listopada 2016 roku w miejscowości Saariselkä, gdzie w zawodach FIS zajęła 52. miejsce w biegu na 10 km stylem dowolnym. W 2018 roku wystartowała na mistrzostwach świata juniorów w Goms, gdzie była czwarta w sztafecie, dziewiąta w sprincie stylem dowolnym i siedemnasta w biegu na 5 km techniką klasyczną. Podczas rozgrywanych dwa lata później mistrzostw świata juniorów w Oberwiesenthal była między innymi szósta w sprincie stylem dowolnym i ósma w sztafecie. Ponadto na mistrzostwach świata młodzieżowców w Whistler w 2023 roku była najlepsza w sprincie stylem klasycznym.
W Pucharze Świata zadebiutowała 3 marca 2018 roku w Lahti, gdzie w sprincie stylem dowolnym zajęła 62. miejsce. Pierwsze pucharowe punkty wywalczyła 3 grudnia 2021 roku w Lillehammer, zajmując 30. miejsce w sprincie stylem dowolnym.

## Osiągnięcia

### Igrzyska olimpijskie
| Miejsce | Dzień    | Rok  | Miejscowość | Konkurencja            | Czas biegu | Strata | Zwyciężczyni   |
| ------- | -------- | ---- | ----------- | ---------------------- | ---------- | ------ | -------------- |
| 26.     | 8 lutego | 2022 | Zhangjiakou | Sprint stylem dowolnym | 3:09,68    | —      | Jonna Sundling |

### Mistrzostwa świata juniorów
| Miejsce | Dzień       | Rok  | Miejscowość    | Konkurencja                          | Czas biegu | Strata  | Zwyciężczyni            |
| ------- | ----------- | ---- | -------------- | ------------------------------------ | ---------- | ------- | ----------------------- |
| 9.      | 29 stycznia | 2018 | Goms           | Sprint stylem dowolnym               | 2:50,24    | —       | Tiril Udnes Weng        |
| 17.     | 30 stycznia | 2018 | Goms           | 5 km stylem klasycznym               | 16:23,9    | +1:02,4 | Polina Niekrasowa       |
| 4.      | 3 lutego    | 2018 | Goms           | bieg sztafetowy 4×3,3 km             | 39:17,4    | +3:34,4 | Niemcy                  |
| 6.      | 29 lutego   | 2020 | Oberwiesenthal | Sprint stylem dowolnym               | 2:33,41    | +16,16  | Louise Lindström        |
| 14.     | 2 marca     | 2020 | Oberwiesenthal | 5 km stylem klasycznym               | 13:49,1    | +52,9   | Helene Marie Fossesholm |
| 21.     | 4 marca     | 2020 | Oberwiesenthal | 15 km stylem dowolnym (start masowy) | 35:55,6    | +2:22,8 | Helene Marie Fossesholm |
| 8.      | 6 marca     | 2020 | Oberwiesenthal | bieg sztafetowy 4×3,3 km             | 35:08,6    | +1:24,6 | Szwajcaria              |

### Mistrzostwa świata młodzieżowców (U-23)
| Miejsce | Dzień       | Rok  | Miejscowość | Konkurencja              | Czas biegu | Strata  | Zwyciężczyni    |
| ------- | ----------- | ---- | ----------- | ------------------------ | ---------- | ------- | --------------- |
| 8.      | 11 lutego   | 2021 | Vuokatti    | Sprint stylem klasycznym | 2:38,07    | —       | Lisa Lohmann    |
| 30.     | 12 lutego   | 2021 | Vuokatti    | 10 km stylem dowolnym    | 28:13,6    | +2:17,0 | Izabela Marcisz |
| 7.      | 13 lutego   | 2021 | Vuokatti    | Sztafeta mieszana        | 52:52,9    | +1:44,3 | Norwegia        |
| 12.     | 24 lutego   | 2022 | Lygna       | 10 km stylem klasycznym  | 29:59,8    | +1:22,1 | Anja Weber      |
| 13.     | 26 lutego   | 2022 | Lygna       | Sprint stylem dowolnym   | 2:34,79    | —       | Moa Hansson     |
| 5.      | 27 lutego   | 2022 | Lygna       | Sztafeta mieszana        | 49:20,5    | +1:11,6 | Norwegia        |
| 1.      | 29 stycznia | 2023 | Whistler    | Sprint stylem klasycznym | 3:07,58    | —       | —               |

### Puchar Świata

#### Miejsca w klasyfikacji generalnej
| Sezon     | Miejsce |
| --------- | ------- |
| 2017/2018 | -       |
| 2020/2021 | -       |
| 2021/2022 | 63.     |
| 2022/2023 | 49.     |
| 2023/2024 | 44.     |
| 2024/2025 | 32.     |

#### Miejsca na podium w zawodach
Kähärä nie stanęła na podium indywidualnych zawodów PŚ.